# Marcel Dionne
Marcel Elphege "Little Beaver" Dionne, född 3 augusti 1951 i Drummondville, Québec, är en kanadensisk före detta professionell ishockeyspelare. Dionne spelade 18 säsonger i NHL för Detroit Red Wings, Los Angeles Kings och New York Rangers. 1992 valdes han in i Hockey Hall of Fame.
I Los Angeles Kings bildade Dionne under flera säsonger en framgångsrik kedja med Dave Taylor och Charlie Simmer kallad "Triple Crown Line".
Säsongen 1979–1980 vann Dionne Art Ross Trophy som vinnare av NHL:s poängliga. Han vann även Lester B. Pearson Award säsongerna 1978–1979 och 1979–1980 som bäste spelare framröstad av spelarna själva.

## Statistik

### Klubbkarriär
| 1968–69    | St. Catherines Black Hawks | OHA        | 48   | 37  | 63   | 100  | 38  | 18 | 15 | 20 | 35  | 8  |
| 1969–70    | St. Catherines Black Hawks | OHA        | 54   | 55  | 77   | 132  | 46  | 10 | 12 | 20 | 32  | 10 |
| 1970–71    | St. Catherines Black Hawks | OHA        | 46   | 62  | 81   | 143  | 20  | 15 | 29 | 26 | 55  | 11 |
| 1971–72    | Detroit Red Wings          | NHL        | 78   | 28  | 49   | 77   | 14  | —  | —  | —  | —   | —  |
| 1972–73    | Detroit Red Wings          | NHL        | 77   | 40  | 50   | 90   | 21  | —  | —  | —  | —   | —  |
| 1973–74    | Detroit Red Wings          | NHL        | 74   | 24  | 54   | 78   | 10  | —  | —  | —  | —   | —  |
| 1974–75    | Detroit Red Wings          | NHL        | 80   | 47  | 74   | 121  | 14  | —  | —  | —  | —   | —  |
| 1975–76    | Los Angeles Kings          | NHL        | 80   | 40  | 54   | 94   | 38  | 9  | 6  | 1  | 7   | 0  |
| 1976–77    | Los Angeles Kings          | NHL        | 80   | 53  | 69   | 122  | 12  | 9  | 5  | 9  | 14  | 2  |
| 1977–78    | Los Angeles Kings          | NHL        | 70   | 36  | 43   | 79   | 37  | 2  | 0  | 0  | 0   | 0  |
| 1978–79    | Los Angeles Kings          | NHL        | 80   | 59  | 71   | 130  | 30  | 2  | 0  | 1  | 1   | 0  |
| 1979–80    | Los Angeles Kings          | NHL        | 80   | 53  | 84   | 137  | 32  | 4  | 0  | 3  | 3   | 4  |
| 1980–81    | Los Angeles Kings          | NHL        | 80   | 58  | 77   | 135  | 70  | 4  | 1  | 3  | 4   | 7  |
| 1981–82    | Los Angeles Kings          | NHL        | 78   | 50  | 67   | 117  | 50  | 10 | 7  | 4  | 11  | 0  |
| 1982–83    | Los Angeles Kings          | NHL        | 80   | 56  | 51   | 107  | 22  | —  | —  | —  | —   | —  |
| 1983–84    | Los Angeles Kings          | NHL        | 66   | 39  | 53   | 92   | 28  | —  | —  | —  | —   | —  |
| 1984–85    | Los Angeles Kings          | NHL        | 80   | 46  | 80   | 126  | 46  | 3  | 1  | 2  | 3   | 2  |
| 1985–86    | Los Angeles Kings          | NHL        | 80   | 36  | 58   | 94   | 42  | —  | —  | —  | —   | —  |
| 1986–87    | Los Angeles Kings          | NHL        | 67   | 24  | 50   | 74   | 54  | —  | —  | —  | —   | —  |
| 1986–87    | New York Rangers           | NHL        | 4    | 6   | 10   | 6    | 6   | 1  | 1  | 2  | 2   |    |
| 1987–88    | New York Rangers           | NHL        | 67   | 31  | 34   | 67   | 54  | —  | —  | —  | —   | —  |
| 1988–89    | New York Rangers           | NHL        | 37   | 7   | 16   | 23   | 20  | —  | —  | —  | —   | —  |
| 1988–89    | Denver Rangers             | IHL        | 9    | 0   | 13   | 13   | 0   | —  | —  | —  | —   | —  |
| OHA totalt | OHA totalt                 | OHA totalt | 148  | 154 | 221  | 375  | 104 | 43 | 56 | 66 | 122 | 29 |
| NHL totalt | NHL totalt                 | NHL totalt | 1348 | 731 | 1040 | 1771 | 600 | 49 | 21 | 24 | 45  | 17 |

### Internationellt
| År     | Lag    | Turnering     | Matcher | Mål | Assist | Poäng | Utv. |
| ------ | ------ | ------------- | ------- | --- | ------ | ----- | ---- |
| 1972   | Kanada | Summit Series | –       | –   | –      | –     | –    |
| 1976   | Kanada | Canada Cup    | 7       | 1   | 5      | 6     | 4    |
| 1978   | Kanada | VM            | 10      | 9   | 3      | 12    | 2    |
| 1979   | Kanada | VM            | 7       | 2   | 1      | 3     | 4    |
| 1981   | Kanada | Canada Cup    | 6       | 4   | 1      | 5     | 4    |
| 1983   | Kanada | VM            | 10      | 6   | 3      | 9     | 2    |
| 1986   | Kanada | VM            | 10      | 4   | 4      | 8     | 8    |
| Totalt | Totalt | Totalt        | 50      | 26  | 17     | 43    | 24   |

## Meriter
- NHL First All-Star Team – 1976–1977 och 1979–1980
- NHL Second All-Star Team – 1978–1979 och 1980–1981
- Lester B. Pearson Award – 1978–1979 och 1979–1980
- Art Ross Trophy – 1979–1980
- Lady Byng Memorial Trophy – 1974–1975 och 1976–1977